# 오토리브
오토리브(Autoliv)는 세계적으로 주도적인 자동차 제조업체들에게 판매하는 스웨덴의 자동차 안전 공급업체이다. 조인트 벤처들과 더불어 오토리브의 직원 수는 27개국에 68,000명 이상이며 그 중 5,700명이 연구개발에 종사하고 있다. 게다가 이 기업은 세계적으로 14곳의 기술 센터를 보유하고 있으며 여기에는 20개의 테스트 트랙을 포함한다.
이 그룹은 연간 수익이 USD 80억을 초과하는 최대 티어 1 자동차 공급업체에 속하며 2018년에 포춘 500에서 #289위로 순위를 올렸다.
본사는 스웨덴 스톡홀름에 있다. 미국에서는 델라웨어주에 위치해 있다. 뉴욕 증권거래소와 나스닥 스톡홀름에 상장되어 있다.